# هوجو اوجینائو

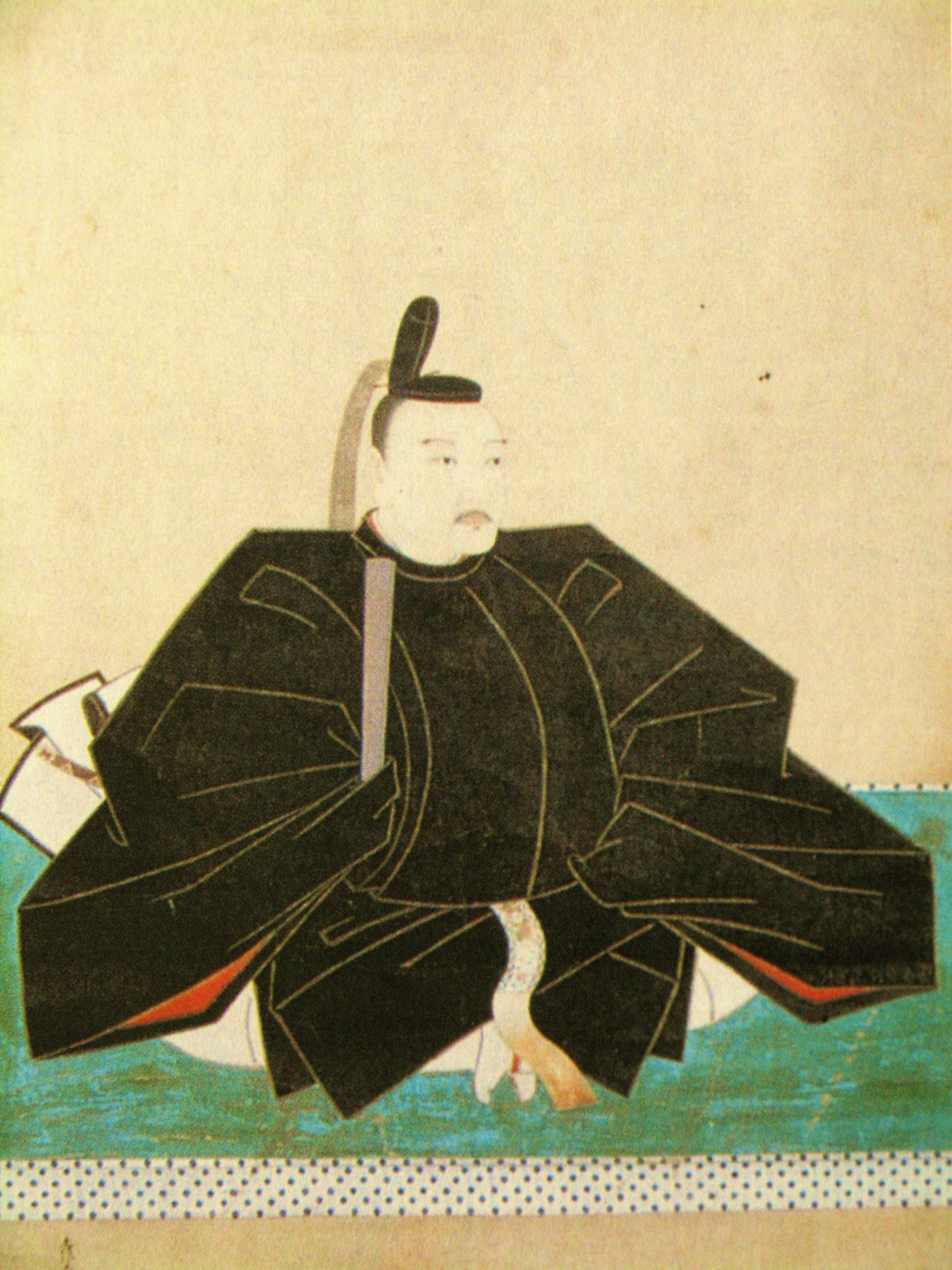

هوجو اوجینائو (به ژاپنی: 北条 氏直 Hōjō Ujinao) (۱۵۶۲–۱۵۹۱ میلادی) یک دایمیو ژاپنی در اواخر دوره سنگوکو و آخرین رهبر خاندان هوجوی اخیر بود. همسر اصلی او توکو هیمه دختر دوم توکوگاوا ایه‌یاسو بود.